# Kopfing im Innkreis
Kopfing im Innkreis là một đô thị thuộc huyện Schärding thuộc bang Oberösterreich, Áo. Đô thị Kopfing im Innkreis có diện tích 33,34 km², dân số thời điểm năm 2006 là 2033 người.